# Pseudotrillium
Pseudotrillium, monotipski rod trajnica iz porodice čemerikovki, dio tribusa Parideae. Jedini predstavnik je P. rivale, do 15 cm visoka biljka koja raste na planinama Siskiyou u Kaliforniji i jugozapadnom Oregonu. 
Njegov jedini cvijet ima ljubičaste mrlje na tri latice, koje su inače bijele.

## Sinonimi
- Trillium rivale S.Watson